# آزمایش عاملی

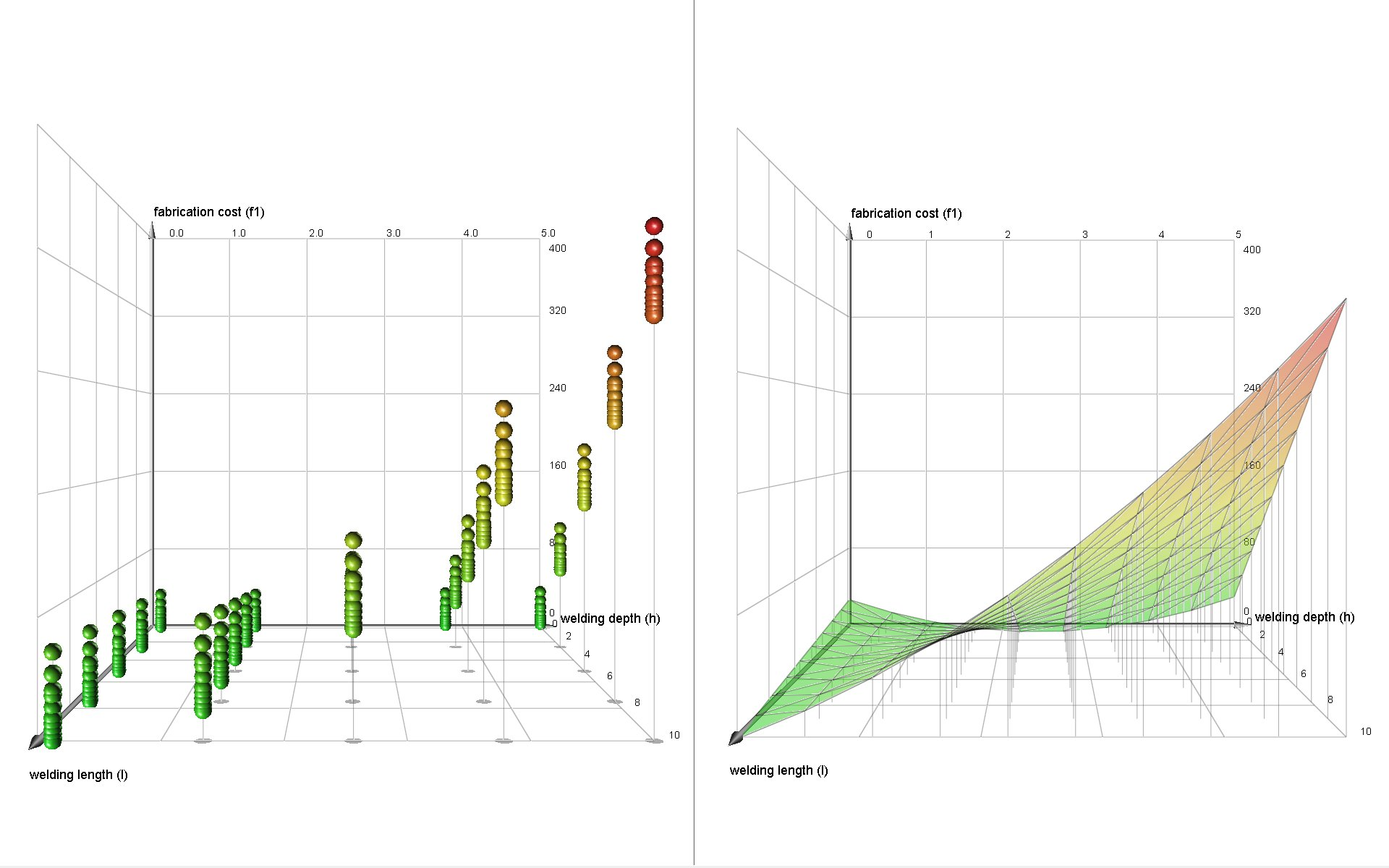
آزمایش‌ها طراحی شده با طراحی عاملی کامل (چپ)، سطح پاسخ با چندجمله‌ای درجه دو (راست).

در آمار، یک آزمایش عاملی کامل آزمایش است که طراحی آن از دو یا چند عامل تشکیل شده است، هر یک از آن‌ها دارای ارزش یا «سطح» مجزا اند، و واحدهای آزمایش آن، تمام ترکیبات این سطوح را در مقابل تمام عامل‌ها برعهده می‌گیرند. یک طراحی عاملی کامل را طراحی تقابلی کامل نیز می‌گویند. چنین آزمایشی به محققان اجازه می‌دهد تا همانند تعاملات بین عوامل مؤثر متغیرها، تأثیر هر یک از عوامل را بر متغیرهای وابسته و مستقل را مطالعه کنند.
در بیشتر آزمایش‌های عاملی، هر عامل تنها دارای دو سطح می‌باشد. مثلاً، با دو عامل که هر کدام دو سطح دارند، یک آزمایش عاملی، در مجموع تنها چهار ترکیب رفتاری دارد و اغلب بدان "طراحی عاملی ۲×۲" گویند.
اگر تعداد ترکیبات ک طراحی عاملی کامل به‌قدری زیاد باشد که نتوان آن را از نظر منطقی امکان‌پذیر تلقی کرد، باید یک طراحی عاملی کسری صورت گیرد، که در آن برخی از ترکیبات ممکن (معمولاً حداقل نیمی از آن‌ها) حذف می‌شود.

## مثال
ساده‌ترین آزمایش عاملی دارای دو سطح برای هر یک از دو عامل می‌باشد. فرض کنید یک مهندس می‌خواهد با استفاده از هر یک از موتورهای A و B توان کلی را محاسبه کند. هر یک از این موتورها به ترتیب با سرعت‌های ۲۰۰۰ و ۳۰۰۰ RPM دوران می‌کنند. آزمایش عاملی از چهار واحد آزمایش تشکیل شده است: موتور A در ۲۰۰۰ RPM، موتور B در ۲۰۰۰ RPM، موتور A در ۳۰۰۰ RPM و موتور B در ۳۰۰۰ RPM. هر ترکیبی از یک سطح، که از هر عامل انتخاب شده است، یک‌بار حاضر می‌شود.
این آزمایش یک آزمایش عاملی ۲x۲ (یا ۲۲) است، دلیل این نام‌گذاری آنست که برای هر یک دو عامل (توان یا بالانویس) یا #سطوح#عامل‌ها می‌باشد، که امتیاز عاملی ۴ را حاصل می‌کند.
طراحی‌ها می‌توانند شامل متغیرهای مستقل زیادی شوند. به‌عنوان مثالی دیگر، تأثیرات سه متغیر ورودی را می‌توان در هشت حالت بررسی کرد که رأس‌های یک مکعب را شکل می‌دهند (۲۳). با توجه به هدف آزمایش و منابع دردست‌رس، می‌توان از تکرار آزمایش استفاده کرد. این موجب به دست آمدن تأثیرات سه متغیر مستقل بر متغیرهای وابسته و تعاملات ممکن خواهد شد.